# Queen Bitch
Queen Bitch är en låt av David Bowie som finns med på hans album Hunky Dory från 1971. Sången släpptes också som B-sida till Rebel Rebel från 1974